# Paúl (Alava)
Pour les articles homonymes, voir Paul.
Paúl ou Paul en espagnol ou Padul en basque est une commune ou une contrée appartenant à la municipalité d'Erriberagoitia dans la province d'Alava, située dans la Communauté autonome basque en Espagne.